# Сулу (провінція)
Сулу — провінція Філіппін у Автономному регіоні у Мусульманському Мінданао в архіпелазі Сулу в групі островів Мінданао. Найбільшим островом провінції є Холо.

## Географія
Площа провінції становить 1 600 км2. Провінція розташована між морями Сулу і Сулавесі. Провінція є частиною архіпелагу Сулу, який відокремлений протоками на півночі від півострова Замбоанга, який розташований на острові Мінданао, на півдні — від острова Калімантан.
Провінція Сулу розташована на 157 островах та острівцях. Деякі з них не мають назв. Всі острови поділяються на 4 групи: Холо, Пангутаран, Тонгкіл-Бангуінгуї (Самалес), Сіасі-Тапул. На півдні провінція Сулу межує з острівною провінцією Таві-Таві.

### Адміністративний поділ
Адміністративно поділяється на 19 муніципалітетів.

## Демографія
Згідно перепису 2015 року населення провінції становило 824 731 осіб.

## Економіка
Економіка провінції заснована на сільськогосподарському землеробстві та рибальстві. Родючі ґрунти та сприятливий клімат дозволяють вирощувати такі культури, як абака, кокосові горіхи, кавове дерево, апельсини та лонгконг, а також екзотичні фрукти дуріан та мангостан. Риболовля є однією із найважливіших галузей, оскільки море Сулу є одним із найбагатших риболовецьких угідь у країні.